# Плімут (Мен)
Плімут (англ. Plymouth) — місто (англ. town) в США, в окрузі Пенобскот штату Мен. Населення — 1325 осіб (2020).

## Демографія
Згідно з переписом 2010 року, у місті мешкало 1380 осіб у 537 домогосподарствах у складі 366 родин. Було 615 помешкань
Расовий склад населення:
| - 96,4 % — білих - 1,0 % — корінних американців - 0,2 % — чорних або афроамериканців - 0,2 % — азіатів |

До двох чи більше рас належало 2,2 %. Частка іспаномовних становила 0,6 % від усіх жителів.
За віковим діапазоном населення розподілялося таким чином: 24,7 % — особи молодші 18 років, 63,9 % — особи у віці 18—64 років, 11,4 % — особи у віці 65 років та старші. Медіана віку мешканця становила 41,0 року. На 100 осіб жіночої статі у місті припадало 100,3 чоловіків;  на 100 жінок у віці від 18 років та старших — 99,0 чоловіків також старших 18 років.
Середній дохід на одне домашнє господарство  становив 62 785 доларів США (медіана — 52 115), а середній дохід на одну сім'ю — 71 563 долари (медіана — 53 654). Медіана доходів становила 45 313 долари для чоловіків та 30 000 доларів для жінок. За межею бідності перебувало 12,3 % осіб, у тому числі 12,8 % дітей у віці до 18 років та 8,2 % осіб у віці 65 років та старших.
Цивільне працевлаштоване населення становило 669 осіб. Основні галузі зайнятості: освіта, охорона здоров'я та соціальна допомога — 28,4 %, роздрібна торгівля — 14,8 %, виробництво — 14,6 %.